# Na výpravě s Jeffem Corwinem
Na výpravě s Jeffem Corwinem (v anglickém originále Corwin's Quest) je americký televizní seriál o zvířatech premiérovaný v roce 2005 na stanici Animal Planet. Byla natočena jediná série, ta obsahuje celkem sedmnáct epizod, z nichž každá je i s reklamními přestávkami dlouhá hodinu. Hudbu složil Rich Stubbings.
Jeff Corwin předtím moderoval a produkoval také řadu jiných seriálů, především Zážitky Jeffa Corwina (The Jeff Corwin Experience), jenž je svým způsobem podobný. Jedná se také o dobrodružný seriál sledující výpravy do divoké přírody za velkým množstvím živočichů, včetně těch méně známých, jakými jsou plazi a obojživelníci. Jednou z nejpodstatnějších scén seriálu je Corwinovo setkání s taipanem, nejjedovatějším hadem světa v Austrálii.